# 銚子利夫
銚子 利夫（ちょうし としお、1961年8月24日 - ）は、茨城県神栖市出身の元プロ野球選手（内野手）・コーチ。

## 来歴・人物
野球を始めたのは実兄の銚子洋二（市立銚子高-早大）の影響で、最初は内野手であったが、市立銚子高校2年次の1978年秋に投手へ転向。3年次の1979年には夏の甲子園にエース兼4番打者として、チームを初出場に導いたが、結果は初戦で高知高に敗退。高校生時代には、自身の苗字と校名が同じことにちなんで、「銚子高校の銚子君」と呼ばれた。同年のドラフトで近鉄バファローズから投手として4位で指名されたものの、入団を固辞。
高校卒業後の1980年に法政大学へ進学し、内野手へ再び転向。東京六大学野球リーグでは在学中4回優勝。3年次の1982年春季リーグで打率.400を記録して首位打者のタイトルを獲得、（2019年秋終了時点で）チーム史上唯一のリーグ戦全勝（10勝）優勝に貢献した。同年の全日本大学野球選手権大会でも決勝で仁村徹のいた東洋大を破り優勝。リーグ通算49試合出場・打率.305（174打数53安打）・4本塁打・35打点という成績を残し、三塁手としてベストナインに3度選ばれた。1982年から2年連続で日米大学野球選手権大会日本代表に選出されている。大学同期に小早川毅彦や山崎正之（のちヨークベニマル監督）、飯田孝雄、和田護（日産自動車）と樽井徹（河合楽器）及び坂本佳一らの投手陣、1学年先輩に木戸克彦や西田真二、2学年先輩に川端順や池田親興両投手や中葉伸二郎、1学年下に秦真司や島田茂、伊吹淳一（のち熊谷組）、2学年下に西川佳明投手などがいる。
1983年のドラフト1位で大学の先輩・関根潤三が監督を務める横浜大洋ホエールズに入団。背番号は22となり、加藤博一は倍数の44に変更となった。応援歌は、ミュージカル『マイ・フェア・レディ』の劇中歌「時間通りに教会へ」より採譜された。
1年目の1984年には遊撃手、三塁手として26試合に先発出場を果たすが、打撃面で伸び悩む。しかし1987年には若菜嘉晴と交換する形で背番号9に変更となり、山下大輔が引退となった1988年は開幕からに三塁手、二番打者に定着。自己最多の125試合に出場し、初めて規定打席（17位、打率.271）に到達する。三塁手としての失策数をわずか3個にとどめたが、ゴールデングラブ賞のセ・リーグ三塁手部門には、巨人の原辰徳（126試合の出場で10失策）が選ばれた。大洋ファンのやくみつる（はた山ハッチ）は、当時この件を自身の4コマ漫画で取り上げた。翌1989年も打率.281（リーグ14位）の好成績を残す。しかし1990年に須藤豊監督が就任すると清水義之が台頭、高木豊の故障もあって二塁手に回るが、高木の復帰後は出場機会が激減。1992年に長内孝との交換トレードで大学の先輩・山本浩二監督率いる広島東洋カープに移籍したものの、あまり活躍の場はなく1993年限りで現役を引退。
同年には長内も引退したため、引退後の1994年に長内と再び入れ替わる格好で古巣・横浜へ復帰。育成コーチ補佐（1994年 - 1995年）、育成兼二軍守備コーチ（1996年）、二軍守備・走塁コーチ（1997年 - 2006年）、編成担当、スカウトを歴任。
2009年に退団した当初は、焼肉店の開店を目指していたが、後に断念を余儀なくされる。2011年からは、広島県福山市に本社を置く自動車輸入販売会社「ブリッジ」で関東地区のエリアマネージャーを務めていた。その一方で、2011年から2019年までは、東京六大学で同期である慶大出身の堀井哲也監督が率いるJR東日本を指導。当初は外部スタッフ（守備・走塁アドバイザー）として携わっていたが、後にコーチへ正式に就任。その間には、2014年1月20日付で日本学生野球協会から学生野球資格の回復を認定。同協会へ加盟する高校・大学の硬式野球部でも指導できるようになった。
2020年2月から母校・法大の助監督に就任。37年振りの母校復帰となり、助監督への就任を機に野球部第二寮での生活を始めた。同年12月をもって退任。
2021年からは、かつて勤務していた広島県福山市の自動車輸入販売会社「ブリッジ」に再就職し、同社が支援する社会人野球のクラブチーム「福山ローズファイターズ」のGMに就任した。

## 詳細情報

### 年度別打撃成績
| 年 度     | 球 団     | 試 合 | 打 席 | 打 数 | 得 点 | 安 打 | 二 塁 打 | 三 塁 打 | 本 塁 打 | 塁 打 | 打 点 | 盗 塁 | 盗 塁 死 | 犠 打 | 犠 飛 | 四 球 | 敬 遠 | 死 球 | 三 振 | 併 殺 打 | 打 率 | 出 塁 率 | 長 打 率 | O P S |
| --------- | --------- | ----- | ----- | ----- | ----- | ----- | -------- | -------- | -------- | ----- | ----- | ----- | -------- | ----- | ----- | ----- | ----- | ----- | ----- | -------- | ----- | -------- | -------- | ----- |
| 1984      | 大洋      | 56    | 108   | 104   | 8     | 15    | 2        | 0        | 1        | 20    | 3     | 1     | 0        | 1     | 0     | 3     | 0     | 0     | 17    | 1        | .144  | .168     | .192     | .361  |
| 1985      | 大洋      | 51    | 23    | 20    | 5     | 1     | 1        | 0        | 0        | 2     | 1     | 0     | 1        | 0     | 0     | 2     | 0     | 1     | 3     | 1        | .050  | .174     | .100     | .274  |
| 1987      | 大洋      | 8     | 24    | 23    | 1     | 7     | 0        | 0        | 0        | 7     | 0     | 0     | 0        | 1     | 0     | 0     | 0     | 0     | 5     | 1        | .304  | .304     | .304     | .609  |
| 1988      | 大洋      | 125   | 480   | 425   | 44    | 115   | 12       | 1        | 0        | 129   | 23    | 6     | 4        | 30    | 0     | 20    | 0     | 5     | 59    | 4        | .271  | .311     | .304     | .615  |
| 1989      | 大洋      | 114   | 453   | 402   | 43    | 113   | 30       | 0        | 2        | 149   | 26    | 8     | 4        | 28    | 1     | 18    | 0     | 4     | 53    | 10       | .281  | .318     | .371     | .688  |
| 1990      | 大洋      | 37    | 77    | 61    | 7     | 17    | 1        | 1        | 0        | 20    | 2     | 0     | 1        | 4     | 0     | 12    | 2     | 0     | 15    | 0        | .279  | .397     | .328     | .725  |
| 1991      | 大洋      | 18    | 38    | 34    | 4     | 7     | 3        | 0        | 0        | 10    | 3     | 0     | 0        | 2     | 0     | 2     | 0     | 0     | 7     | 3        | .206  | .250     | .294     | .544  |
| 1992      | 広島      | 13    | 9     | 7     | 1     | 1     | 0        | 0        | 0        | 1     | 0     | 1     | 0        | 0     | 0     | 2     | 0     | 0     | 4     | 0        | .143  | .333     | .143     | .476  |
| 1993      | 広島      | 11    | 13    | 12    | 0     | 2     | 0        | 0        | 0        | 2     | 2     | 0     | 0        | 1     | 0     | 0     | 0     | 0     | 2     | 0        | .167  | .167     | .167     | .333  |
| 通算：9年 | 通算：9年 | 433   | 1225  | 1088  | 113   | 278   | 49       | 2        | 3        | 340   | 60    | 16    | 10       | 67    | 1     | 59    | 2     | 10    | 165   | 20       | .256  | .300     | .313     | .612  |

### 記録
- 初出場：1984年4月6日、対ヤクルトスワローズ1回戦（横浜スタジアム）、9回裏に関根浩史の代打として出場
- 初打席：同上、9回裏に中本茂樹の前に凡打
- 初安打：1984年4月30日、対中日ドラゴンズ3回戦（ナゴヤ球場）、9回裏に鈴木孝政から単打
- 初先発出場：1984年8月28日、対読売ジャイアンツ21回戦（後楽園球場）、8番・遊撃手として先発出場
- 初打点：1984年9月10日、対広島東洋カープ21回戦（広島市民球場）、4回表に山根和夫から適時打
- 初本塁打：1984年9月24日、対ヤクルトスワローズ22回戦（横浜スタジアム）、2回裏に尾花高夫から左越ソロ

### 背番号
- 22 （1984年 - 1986年）
- 9 （1987年 - 1993年）
- 90 （1994年 - 2006年）